# Thrix maga
Thrix maga är en fjärilsart som beskrevs av Corbet 1948. Thrix maga ingår i släktet Thrix och familjen juvelvingar. Inga underarter finns listade i Catalogue of Life.